# Xestia selinoides
Xestia selinoides är en fjärilsart som beskrevs av Ribbe 1912. Xestia selinoides ingår i släktet Xestia och familjen nattflyn. Inga underarter finns listade i Catalogue of Life.